# HMCS Iroquois (G89)
«Ірокеу» (G89) (англ. HMCS Iroquois (G89) — військовий корабель, ескадрений міноносець типу «Трайбл» Королівського військово-морського флоту Канади за часів Другої світової та Корейської війн.
Ескадрений міноносець «Ірокеу» був замовлений 5 квітня 1940 року. Закладка корабля відбулася 19 вересня 1940 року на верфі компанії Vickers-Armstrongs у Ньюкасл-апон-Тайні. 23 вересня 1941 року він був спущений на воду, а 10 грудня 1942 року увійшов до складу Королівських ВМС Канади. Есмінець брав участь у бойових діях на морі в Другій світовій війні, переважно бився у Північній Атлантиці, супроводжуючи арктичні конвої, та біля берегів Європи. За проявлену мужність та стійкість у боях бойовий корабель заохочений чотирма бойовими відзнаками.

## Бойовий шлях

### 1943
У середині січня 1944 року увійшов до строю 10-ї крейсерів ескадри. Входив до 26-ї бойової групи кораблів, головним завданням якої було перехоплення ворожих надводних та підводних сил у Біскайській затоці та Ла-Манші та забезпечення охорони кораблів і суден, що наближались до Англії.
19 листопада 1943 року есмінець «Ірокеу» разом з оперативною групою британського флоту забезпечували прикриття конвою JW 54A.
20 грудня 1943 року з бухти Лох-Ю в Шотландії вийшов черговий арктичний конвой JW 55B з 19 транспортних та вантажних суден. Ескадрений міноносець «Ірокеу» уходив до океанського ескорту конвою.
26 грудня 1943 року о 8:40 в умовах повної полярної ночі кораблі союзників вступили в бій з німецьким ударним угрупованням флоту, яке очолював лінійний корабель ВМС Третього Рейху «Шарнгорст».
В ході морського бою, який точився протягом дня, британські кораблі завдали серйозних пошкоджень лінкору «Шарнгорст», який приблизно о 18:45 внаслідок отриманих ушкоджень від вогню противника затонув.

### 1944
У середині січня 1944 року есмінець увійшов до 26-ї бойової групи кораблів, головним завданням якої було перехоплення ворожих надводних та підводних сил у Біскайській затоці та Ла-Манші та забезпечення охорони кораблів і суден, що наближались до Англії.